# Агентство (сериал)
«Агентство» (англ. The Agency) — телесериал в жанре шпионского триллера, спродюсированный Джорджем Клуни и Грантом Хесловом, с Майклом Фассбендером в главной роли. Сюжет сериала основан на французском сериале «Бюро», созданном Эриком Рошаном и выходившем на канале Canal+ с 2015 по 2020 год.
Премьера состоялась 29 ноября 2024 года на сервисе Paramount+ with Showtime.

## Сюжет
Основное действие сериала разворачивается в отделе ЦРУ в Лондоне, отвечающем за подготовку и работу с агентами глубокого прикрытия, выполняющими долгосрочные миссии, которые годами живут под чужими именами, стремясь выявить и завербовать источники разведывательной информации.
Агент «Марсианин» (Майкл Фассбендер) неожиданно вызван в лондонский отдел ЦРУ из Эфиопии, где он работал под прикрытием учителя под вымышленным именем «Пол Льюис». В Эфиопии Пол Льюис влюбляется в преподавательницу истории в университете Сами Захир (Джоди Тёрнер-Смит). В Лондоне Пол Льюис и Сами Захир случайно встречаются вновь, у них продолжается роман, но Захир не знает, что Пол Льюис работает в ЦРУ. Пол Льюис узнаёт, что истинной целью визита Сами Захир в Лондон является участие в международных переговорах Судана и Китая. Эти переговоры имеют секретный статус, и Льюис решает завербовать Сами Захир в ЦРУ.
Одновременно с главной линией «Марсианина» в сериале развиваются истории других агентов ЦРУ. Лондонское бюро узнаёт о провале в Беларуси очень важного агента «Койота». Агент ЦРУ Дэнни, прибывшая недавно в бюро для обучения по умению перевоплощаться в другие личности, пытается познакомиться с учёным из Ирана, выдавая себя за учёного-сейсмолога.

## В ролях
- Майкл Фассбендер — Пол Льюис, агент ЦРУ под кодовым именем «Марсианин»
- Джоди Тёрнер-Смит — преподавательница истории Сами Захир, любовница Пола Льюиса
- Джеффри Райт — Генри, сотрудник ЦРУ, коллега Пола Льюиса
- Кэтрин Уотерстон — Наоми
- Гарриет Сэнсом Харрис — доктор Блэйк
- Саура Лайтфут Леон — Дэнни
- Индия Фаулер — Поппи
- Ричард Гир — Боско, начальник бюро[4][5][6]
- Доминик Уэст — директор ЦРУ
- Дмитрий Шаракоис — Саша

## Список эпизодов

### Сезон 1 (2024—2025)
| №  | Название                                                  | Режиссёр   | Автор сценария                          | Дата премьеры   |
| -- | --------------------------------------------------------- | ---------- | --------------------------------------- | --------------- |
| 1  | «Изгибы» «The Bends»                                      | Джо Райт   | Джез Баттеруорт и Джон-Генри Баттеруорт | 29 ноября 2024  |
| 2  | «Деревянная утка» «Wooden Duck»                           | Джо Райт   | Джез Баттеруорт и Джон-Генри Баттеруорт | 29 ноября 2024  |
| 3  | «Ястреб из ручной пилы» «Hawk from a Handsaw»             | Неизвестно | Неизвестно                              | 6 декабря 2024  |
| 4  | «Блиц-квартет» «Quarterback Blitz»                        | Неизвестно | Неизвестно                              | 13 декабря 2024 |
| 5  | «Крысоловка» «Rat Trap»                                   | Неизвестно | Неизвестно                              | 20 декабря 2024 |
| 6  | «Шпион на продажу» «Spy For Sale»                         | Неизвестно | Неизвестно                              | 27 декабря 2024 |
| 7  | «Жесткая посадка» «Hard Landing»                          | Неизвестно | Неизвестно                              | 3 января 2025   |
| 8  | «Истина сделает вас свободными» «Truth Will Set You Free» | Неизвестно | Неизвестно                              | 10 января 2025  |
| 9  | «Рубикон» «The Rubicon»                                   | Неизвестно | Неизвестно                              | 17 января 2025  |
| 10 | «Охваченные событиями» «Overtaken By Events»              | Неизвестно | Неизвестно                              | 24 января 2025  |

## Производство
Создание сериала было заказано компанией Showtime в феврале 2023 года. Сюжет сериала основан на французском шпионском сериале «Бюро», который создал, срежиссировал и спродюсировал Эрик Рошан. Изначально сериал назывался «Департамент».
Производством сериала занимаются компании Джорджа Клуни и Гранта Хеслова Smokehouse Pictures, а также MTV Entertainment Studios и 101 Studios. Исполнительными продюсерами стали Кит Кокс и Нина Л. Диас из MTVE Studios, Дэвид Глассер, Рон Беркл, Дэвид Хаткин и Боб Яри из 101 Studios, Алекс Бергер из The Originals Productions, Эшли Стерн и Паскаль Бретон из Federation Studios/Federation Entertainment of America.
Джо Райт будет режиссёром первых двух эпизодов, а Джез Баттерворт и Джон-Генри Баттерворт напишут сценарий всех 10 эпизодов. Первоначально режиссёром должен был стать Клуни.
Производство началось в июне 2024 года, название сериала было изменено на «Агентство». Майкл Фассбендер стал исполнительным продюсером, а также исполнителем главной роли, которую во французском сериале сыграл Матьё Кассовиц. Вскоре после этого к актёрскому составу присоединились Джеффри Райт и Ричард Гир.
Съёмки сериала проходили в Лондоне и в Эстонии в 2024 году.
Премьера первых двух эпизодов состоялась на канале Paramount+ with Showtime 29 ноября 2024 года.